# Imsouane
Imsouane, também grafado como Immesouane é uma aldeia costeira e comuna (município rural) do sudoeste de Marrocos, situada 70 km a norte de Agadir e 100 km a sul de Essaouira. Faz parte da prefeitura de Agadir Ida-Outanane, região de Suz-Massa e Circulo de Agadir Atlantique. Em 2024 a comuna tinha 7.246 habitantes, distribuídos por uma área de 135 km².
A aldeia é famosa no meio surfista internacional pelas suas condições muito favoráveis para esse desporto, especialmente nas modalidades de bodyboard e longboard. Junto à aldeia há dois spots de surf: o reef, frequentado sobretudo por shortboarders e bodyboarders, caracterizado por ondas cavadas cuja altura chega aos 5 e 6 metros no inverno; e a baía, local preferido dos longboarders, onde as ondas são planas e estendem ao longo de mais de 800 metros.
Imsouane é uma aldeia tradicional de pescadores, que se encontra relativamente próxima dos últimos contrafortes do Alto Atlas cobertos de argões (Argania spinosa). Em 2003 receava-se que o processo de descaracterização iniciado com a afluência de surfistas fosse acelerado pela construção futura de duas unidades de pesca ultramodernas financiadas pelo Japão.Nessa altura existiam igualmente planos para tornar a aldeia uma estância turística.
A sul encontra-se Tildi (ou Teldi), com a sua praia e diversos marabutos. Continuando para sul, encontra-se Tamri, célebre pelos seus bananais e outro local de surf. O Parque Nacional de Tamri, estende-se desde as imediações abaixo de Tamri até ao Cabo de Gué (Ghir ou Rhir), situado a pouco menos de 50 km por estrada de Imsouane.

## Demografia
Em 2024 a população da comuna era de 7.246 habitantes.

### Crescimento demográfico
O crescimento demográfico da comuna ao longo dos anos é a seguinte:
| 2024  | 2014  | 2004  | 1994  |
| ----- | ----- | ----- | ----- |
| 7.246 | 8.866 | 9.353 | 8.645 |